# Neusäß
Neusäß er en by i Landkreis Augsburg i Regierungsbezirk Schwaben i den tyske delstat Bayern.
Byen ligger ved den nordvestlige udkant af Augsburg ved floden Schmutter og grænser til Naturpark Augsburg-Westliche Wälder. De omliggende byer og kommuner er : Gersthofen, Aystetten, Diedorf, Stadtbergen og Augsburg.

## Bydele
Neusäß består af otte bydele, der tidligere var selvstændige landsbyer:
- Alt-Neusäß
- Steppach
- Westheim
- Täfertingen
- Ottmarshausen
- Hainhofen
- Hammel
- Schlipsheim

Landsbyerne ligger på begge sider af den nord-syd-retning løbende flod Schmutter. Dieser kleinere Fluss läuft relativ naturbelassen durch das Schmuttertal.
Højeste punkt i Neusäß er Kobelberg på 528,5 m, der ligger mellem Steppach og Westheim.

## Venskabsbyer
- Cusset (Frankrig), fra 2000
- Eksjö (Sverige), fra 1995
- Markkleeberg (ved Leipzig i Tyskland), fra 1992

## Trafik
Neusäß ligger ved Bundesautobahn A 8 (Ausfahrt Neusäß 71B) og ved jernbanen Ulm-Augsburg angebunden. Neusäß har to banegårde, en i Westheim og en i Alt-Neusäß.
Augsburg Lufthavn ligger ca. 15 km væk, og Flughafen München Franz Josef Strauß ca. 70 km væk.